# Spikey in Transylvania
Spikey in Transylvania, chiamato anche Spike in Transilvania sulle confezioni, Spike in Transylvania su CPC e Spectrum, o Spike the Viking all'avvio su C64, è un videogioco di avventura dinamica pubblicato nel 1991 per gli home computer Amiga, Amstrad CPC, Atari ST, Commodore 64 e ZX Spectrum dalla Codemasters. Il protagonista è la caricatura di un vichingo che deve liberare dei prigionieri da un castello della Transilvania, senza l'uso delle armi.
Il videogioco uscì a basso costo e, nelle versioni C64 e Spectrum, di solito fu piuttosto apprezzato dalla critica.
Le versioni di origine, per Amiga, ST e C64, furono sviluppate dalla Genesis Software, che aveva recentemente esordito con un altro titolo economico di successo, CJ's Elephant Antics.

## Modalità di gioco
Il giocatore controlla Spike, un vichingo con elmo cornuto, disarmato, molto simile al fumetto Hagar l'Orribile, almeno a video nelle versioni Amiga, ST e C64. Appare invece diverso da Hagar sulle copertine e nelle versioni CPC e Spectrum, dove tra l'altro il personaggio è monocromatico.
Il gioco si svolge in un labirinto pseudo-tridimensionale isometrico, con assi di movimento orizzontale e diagonale. Spike non può saltare, ma occasionalmente può salire scalette verticali. Lo scenario è formato da schermate fisse collegate da porte o passaggi laterali, per un totale di oltre 60 schermate.
Il giocatore deve esplorare il labirinto e risolvere dei rompicapo. Si inizia nel villaggio appena fuori dal castello, nel quale bisogna cercare di introdursi per liberare otto compagni prigionieri nelle segrete. Ciascun compagno è rinchiuso in una diversa cella e per aprirla bisogna trovare una delle chiavi sparse nello scenario. Si trovano molti altri oggetti da raccogliere, necessari per risolvere i problemi o talvolta inutili. Si può trasportare un massimo di 6 oggetti alla volta, contando anche le chiavi. L'inventario mostra il nome e l'immagine di un oggetto alla volta e si può scorrere tra i 6 posti.
Si incontrano vari pericoli, come ratti, fantasmi, pipistrelli, teste impagliate di cervo che sputano, guardie del castello, fulmini sui bastioni. Il contatto con loro riduce l'energia vitale di Spike, fino alla perdita di una delle vite.
Ci sono anche personaggi con cui è possibile interagire: quando ci si avvicina a loro, dicono qualcosa tramite piccole finestre di testo in inglese, generalmente indizi su qualche oggetto da portargli per ottenere qualcosa in cambio. Ci sono dei tocchi umoristici, come una guardia che si può corrompere dandole un walkman per ascoltare i Pink Floyd.